# Tirnavia Ice Cup de 2015
O Tirnavia Ice Cup de 2015 foi a oitava edição do Tirnavia Ice Cup, um evento anual de patinação artística no gelo de níveis júnior, noviço e outros níveis menores. A competição foi disputada entre os dias 22 de outubro e 25 de outubro, na cidade de Trnava, Eslováquia.

## Eventos
- Individual masculino
- Individual feminino

## Medalhistas
| Evento                        | Ouro                                         | Prata                               | Bronze                                      |
| Júnior                        |                                              |                                     |                                             |
| Individual masculino detalhes | Mate Borocz · Hungria                        | Jakub Krsnak · Eslováquia           | Filip Scerba · República Tcheca             |
| Individual feminino detalhes  | Michaela Lucie Hanzlikova · República Tcheca | Anna Litvinenko · Reino Unido       | Nina Letenayova · Eslováquia                |
| Noviço                        |                                              |                                     |                                             |
| Individual masculino detalhes | Georgy Markov · Rússia                       | nenhum outro competidor             | nenhum outro competidor                     |
| Individual feminino detalhes  | Kia Elizabeth Blackburn · Reino Unido        | Alexia Walker-Mcgrath · Reino Unido | Emese Csizser · Hungria                     |
| Pré-noviço                    |                                              |                                     |                                             |
| Individual masculino          | Oliver Kubacak · Eslováquia                  | Marko Piliar · Eslováquia           | Martin Lokaj · Eslováquia                   |
| Individual feminino           | Dora Nagy · Hungria                          | Csenge Rabb · Hungria               | Thea Reichmacherova · República Tcheca      |
| Juvenil                       |                                              |                                     |                                             |
| Individual masculino          | Jakub Lofek · Polônia                        | Lukas Vaclavik · Eslováquia         | Adam Hagara · Eslováquia                    |
| Individual feminino 10        | Erika Balazova · Eslováquia                  | Masa Moskova · Eslováquia           | Anna Simova · Eslováquia                    |
| Individual feminino 9         | Margareta Muskova · Eslováquia               | Vanessa Selmekova · Eslováquia      | Laura Camilla Herrera Braxator · Eslováquia |
| Pré-juvenil                   |                                              |                                     |                                             |
| Individual masculino          | Slavomir Kolbassky · Eslováquia              | Daniel Bauer · Eslováquia           | Jakub Holek · República Tcheca              |
| Individual feminino 8         | Natalia Ostrolucka · Eslováquia              | Hana Cermakova · Eslováquia         | Marketa Sukupova · República Tcheca         |
| Individual feminino 7         | Nina Benkova · Eslováquia                    | Michaela Sevcikova · Eslováquia     | Natasa Mokranova · Eslováquia               |

## Resultados

### Júnior

#### Individual masculino júnior
| Pos.              | Nome            | Nacionalidade    | Pontos | PC        | PL        |
| ----------------- | --------------- | ---------------- | ------ | --------- | --------- |
| Medalha de ouro   | Mate Borocz     | Hungria          | 129.01 | 44.40 (1) | 84.61 (2) |
| Medalha de prata  | Jakub Krsnak    | Eslováquia       | 126.34 | 39.98 (3) | 86.36 (1) |
| Medalha de bronze | Filip Scerba    | República Tcheca | 125.45 | 42.72 (2) | 82.73 (3) |
| 4                 | Andras Csernoch | Hungria          | 107.39 | 39.71 (4) | 67.68 (5) |
| 5                 | Simon Fukas     | Eslováquia       | 101.32 | 31.94 (5) | 69.38 (4) |

#### Individual feminino júnior
| Pos.              | Nome                        | Nacionalidade    | Pontos | PC         | PL         |
| ----------------- | --------------------------- | ---------------- | ------ | ---------- | ---------- |
| Medalha de ouro   | Michaela Lucie Hanzlikova   | República Tcheca | 132.45 | 41.40 (2)  | 91.05 (1)  |
| Medalha de prata  | Anna Litvinenko             | Reino Unido      | 124.56 | 43.94 (1)  | 80.62 (2)  |
| Medalha de bronze | Nina Letenayova             | Eslováquia       | 109.61 | 39.30 (5)  | 70.31 (3)  |
| 4                 | Miroslava Magulova          | Eslováquia       | 105.71 | 37.91 (7)  | 67.80 (4)  |
| 5                 | Melyna Decobert             | França           | 102.77 | 36.48 (8)  | 66.29 (5)  |
| 6                 | Ceciliane Mei Ling Hartmann | Singapura        | 102.52 | 41.26 (3)  | 61.26 (7)  |
| 7                 | Alexandra Hagarova          | Eslováquia       | 101.52 | 39.42 (4)  | 62.10 (6)  |
| 8                 | Morgan Swales               | Reino Unido      | 99.58  | 38.44 (6)  | 61.14 (8)  |
| 9                 | Lotta Malinen               | Finlândia        | 92.72  | 33.57 (9)  | 59.15 (9)  |
| 10                | Krista Wellstroem           | Finlândia        | 90.60  | 33.27 (10) | 57.33 (10) |
| 11                | Juulia Syrjänen             | Finlândia        | 85.30  | 30.49 (11) | 54.81 (12) |
| 12                | Emma Carr                   | Austrália        | 85.05  | 29.74 (12) | 55.31 (11) |
| 13                | Iva Novacka                 | Eslováquia       | 77.78  | 26.25 (14) | 51.53 (13) |
| 14                | Sona Chalanyova             | Eslováquia       | 69.51  | 24.19 (17) | 45.32 (14) |
| 15                | Michaela Caplova            | Eslováquia       | 67.04  | 24.89 (16) | 42.15 (15) |
| 16                | Izabela Frisova             | Eslováquia       | 65.50  | 25.98 (15) | 39.52 (16) |
| 17                | Timea Studencova            | Eslováquia       | 64.48  | 27.84 (13) | 36.64 (17) |
| 18                | Lujza Kliestencova          | Eslováquia       | 57.66  | 22.62 (18) | 35.04 (18) |
| WD                | Romana Weindlingova         | Eslováquia       | —      | — (WD)     |            |

### Noviço

#### Individual masculino noviço
| Pos.            | Nome               | Nacionalidade | Pontos | PC        | PL        |
| --------------- | ------------------ | ------------- | ------ | --------- | --------- |
| Medalha de ouro | Georgy Markov      | Rússia        | 81.60  | 27.65 (1) | 53.95 (1) |
| WD              | Gregor Anton Grinc | Eslováquia    | —      | — (WD)    |           |

#### Individual feminino noviço
| Pos.              | Nome                     | Nacionalidade    | Pontos | PC         | PL         |
| ----------------- | ------------------------ | ---------------- | ------ | ---------- | ---------- |
| Medalha de ouro   | Kia Elizabeth Blackburn  | Reino Unido      | 88.70  | 31.47 (1)  | 57.23 (1)  |
| Medalha de prata  | Alexia Walker-Mcgrath    | Reino Unido      | 76.36  | 29.07 (2)  | 47.29 (3)  |
| Medalha de bronze | Emese Csizser            | Hungria          | 76.03  | 28.60 (3)  | 47.43 (2)  |
| 4                 | Barbora Plasovska        | República Tcheca | 73.82  | 28.05 (5)  | 45.77 (5)  |
| 5                 | Elisabeta Korinkova      | República Tcheca | 73.06  | 28.02 (6)  | 45.04 (6)  |
| 6                 | Emese Glozik             | Hungria          | 71.42  | 25.06 (9)  | 46.36 (4)  |
| 7                 | Lena Arvay-Vass          | Hungria          | 67.59  | 26.40 (7)  | 41.19 (7)  |
| 8                 | Vanessa Stefanova        | República Tcheca | 67.23  | 28.43 (4)  | 38.80 (11) |
| 9                 | Lucia Stefankova         | Eslováquia       | 65.59  | 25.33 (8)  | 40.26 (8)  |
| 10                | Mira Barath              | Hungria          | 64.34  | 24.37 (10) | 39.97 (10) |
| 11                | Claudia Mifkovicova      | Eslováquia       | 61.31  | 21.28 (15) | 40.03 (9)  |
| 12                | Bibiana Snopkova         | Eslováquia       | 61.23  | 23.16 (12) | 38.07 (12) |
| 13                | Bianca Srbecka           | Eslováquia       | 61.18  | 23.55 (11) | 37.63 (13) |
| 14                | Simona Sulikova          | Eslováquia       | 58.27  | 21.97 (14) | 36.30 (15) |
| 15                | Sona Musinska            | Eslováquia       | 57.44  | 20.94 (16) | 36.50 (14) |
| 16                | Lucia Surmanova          | Eslováquia       | 54.15  | 22.91 (13) | 31.24 (20) |
| 17                | Barbara Buzinkayova      | Eslováquia       | 53.57  | 19.74 (17) | 33.83 (16) |
| 18                | Veronika Plackova        | Eslováquia       | 51.37  | 18.84 (19) | 32.53 (17) |
| 19                | Zoja Goldschmiedova      | Eslováquia       | 50.56  | 19.30 (18) | 31.26 (19) |
| 20                | Simona Simonikova        | Eslováquia       | 49.86  | 18.80 (20) | 31.06 (21) |
| 21                | Patricia Lincmaierova    | Eslováquia       | 47.68  | 16.09 (22) | 31.59 (18) |
| 22                | Katharina Maria Sebakova | Eslováquia       | 46.95  | 17.70 (21) | 29.25 (22) |
| WD                | Katarina Stracarova      | Eslováquia       | —      | — (WD)     |            |

## Quadro de medalhas
Júnior e Noviço
| Ordem | País             | Medalha de ouro | Medalha de prata | Medalha de bronze |    | Ordem por total |
| ----- | ---------------- | --------------- | ---------------- | ----------------- | -- | --------------- |
| 1     | Reino Unido      | 1               | 2                |                   | 3  | 1               |
| 2     | Hungria          | 1               |                  | 1                 | 2  | 2               |
| 2     | República Tcheca | 1               |                  | 1                 | 2  | 2               |
| 4     | Rússia           | 1               |                  |                   | 1  | 5               |
| 5     | Eslováquia       |                 | 1                | 1                 | 2  | 2               |
| TOTAL | TOTAL            | 4               | 3                | 3                 | 10 | —               |

Geral
| Ordem | País             | Medalha de ouro | Medalha de prata | Medalha de bronze |    | Ordem por total |
| ----- | ---------------- | --------------- | ---------------- | ----------------- | -- | --------------- |
| 1     | Eslováquia       | 6               | 8                | 6                 | 20 | 1               |
| 2     | Hungria          | 2               | 1                | 1                 | 4  | 3               |
| 3     | Reino Unido      | 1               | 2                |                   | 3  | 4               |
| 4     | República Tcheca | 1               |                  | 4                 | 5  | 2               |
| 5     | Rússia           | 1               |                  |                   | 1  | 5               |
| 6     | Polônia          | 1               |                  |                   | 1  | 5               |
| TOTAL | TOTAL            | 12              | 11               | 11                | 34 | —               |